# Trabea obscura
Espèce
Trabea obscura est une espèce d'araignées aranéomorphes de la famille des Lycosidae.

## Distribution
Cette espèce est endémique d'Afrique du Sud. Elle se rencontre en État-Libre, au Cap-du-Nord, au Gauteng et au Mpumalanga.

## Description
Le mâle holotype mesure 3,05 mm et la femelle paratype 4,00 mm.

## Systématique et taxinomie
Cette espèce a été décrite par Russell-Smith et Logunov en 2025.

## Publication originale
- Russell-Smith & Logunov, 2025 : « New species and new records of the wolf spider genus Trabea Simon, 1876 from South Africa (Araneae: Lycosidae). »  Arachnology, vol. 20, no 1, p. 121-131.